# Aes (mitología)
Aes, también llamado Esculano, era una divinidad de la mitología grecolatina. Se trataba del dios encargado de presidir la acuñación del cobre y la fabricación de las monedas de cobre. Era el padre del dios Argentino.